# Control atencional
El control de atención se refiere a la capacidad que tiene un individuo para poder elegir a qué presta atención y qué ignora. También se le conoce como atención endógena o ejecutiva. En términos más sencillos, el control de atención se define como la capacidad de concentración de un individuo. Es mediado principalmente por las áreas frontales del cerebro, incluida la cortex del cíngulo anterior, y se cree que está relacionado también con otras funciones ejecutivas como la memoria de trabajo.

## Descripción general de la investigación
Las fuentes de atención en nuestro cerebro crean un sistema de tres redes que son: alerta (el mantenimiento de la conciencia), orientación (información adquirida a través de los sentidos) y el control ejecutivo (la resolución de conflictos). 
Estas redes han sido estudiadas utilizando experimentos con adultos, niños y monos, con y sin trastornos de atención. Los diseños de investigación incluyen las tareas de Stroop y Flanker que estudia el control ejecutivo utilizando técnicas de análisis que incluyen imágenes de resonancia magnética funcional (fMRI) relacionados con eventos. Mientras que algunos diseños de investigación se centran específicamente en un aspecto de la atención (como el control ejecutivo), otros experimentos ven varias áreas que examinan las interacciones entre las redes de alerta, orientación y control ejecutivo. Más recientemente, el Attention Network Test (ANT), diseñado por Fan y Posner, ha sido utilizado para obtener medidas de eficiencia de las tres redes y permitir que se examinen sus relaciones. Fue diseñado como una tarea de comportamiento suficientemente simple como para obtener datos de niños, pacientes y animales.  La tarea requiere que los pacientes respondan rápidamente a los estímulos que se les presentan en la pantalla de una computadora, mientras que su atención se centra en un punto fijo.

## Desarrollo

### Infantil
Los primeros investigadores que estudiaban el desarrollo de la corteza frontal pensaban que era funcionalmente silencioso durante el primer año de vida. De manera similar, las investigaciones iniciales sugieren que los bebés de un año o menos son completamente pasivos en la asignación de su atención y no tienen capacidad para elegir a qué prestan atención y qué ignoran. Esto se muestra, por ejemplo, en el fenómeno de la "fijación pegajosa", en la que los bebés son incapaces de desvincular su atención de un objeto parcialmente sobresaliente. Sin embargo, otras investigaciones han sugerido que incluso los bebés muy pequeños tienen cierta capacidad para poder ejercer control sobre su asignación de atención, aunque en un sentido mucho más limitado.

### Niñez temprana
A medida que los lóbulos frontales maduran, la capacidad de los niños para ejercer el control atencional aumenta, aunque las capacidades de control atencional siguen siendo mucho más pobres en los niños que en los adultos. Algunos niños muestran un desarrollo deficiente de las habilidades de control atencional, se cree que surgen del desarrollo relativamente más lento de las áreas frontales del cerebro, lo que a veces resulta en un diagnóstico de Trastorno por Déficit de Atención e Hiperactividad (TDAH).

### Mayores
Algunos estudios sobre el envejecimiento y la cognición se enfocan en los procesos de la memoria de trabajo y disminuciones en el control atencional. Un estudio utilizó medidas de resonancia magnética funcional durante una tarea de Stroop comparando la actividad neuronal del control atencional en participantes jóvenes (21–27 años) y mayores (60–75 años). Las condiciones incluían una mayor competencia y un mayor conflicto. Los resultados  mostraron evidencia de una disminución de la capacidad de respuesta en las áreas del cerebro asociadas con el control de atención en el grupo de personas con mayor edad. Este resultado sugiere que las personas con mayor edad pueden tener una disminución con la capacidad para utilizar el control de la atención en su vida cotidiana.

## Desarrollo anormal
El control atencional interrumpido se ha notado no solo en el desarrollo temprano de las que el déficit central se relaciona con la atención, como el TDAH, sino también en condiciones como el autismo
| volume = 11 | issue = 4| pages = 557–563 | doi = 10.1586/ern.11.39 | pmid = 21469928 }}
 y la ansiedad. También se ha informado sobre el control de la atención interrumpida en los bebés prematuros, así como en los que nacen con trastornos genéticos como el síndrome de Down y el de Williams. Varios grupos informaron también sobre el control de atención deteriorada en las primeras etapas del desarrollo del niño de familias que cuentan con un nivel socioeconómico muy bajo.
Los patrones de control atencional interrumpidos se relacionan con los descubrimientos del desempeño interrumpido en tareas de funciones ejecutivas, como lo es la memoria de trabajo en una gran cantidad de grupos de trastornos diferentes. Sin embargo, la pregunta del por qué las funciones ejecutivas parecen estar detenidas en tantos grupos de trastornos diferentes sigue siendo poco conocida.

### Relevancia para la enfermedad mental
Los estudios han demostrado que existe una alta probabilidad de que las personas que padecen de un control bajo de atención también padezcan otras condiciones mentales. El control de baja atención es más frecuente en personas con trastorno por déficit de atención con hiperactividad (TDAH), "un trastorno con síntomas persistentes inapropiados para la edad de falta de atención, hiperactividad e impulsividad que son suficientes para causar deterioro en las actividades principales de la vida". También es común en personas que padecen de Esquizofrenia y Alzheimer, personas con ansiedad social, ansiedad por rasgo y depresión y dificultades de atención después de un derrame cerebral.
Las personas también responden más rápido y tienen un mejor control ejecutivo general cuando tienen bajos niveles de ansiedad y depresión. También se piensa que los niveles bajos de control de atención aumentan las posibilidades de desarrollar una psicopatología porque la capacidad de desviar el enfoque de la información sobre amenazas es importante para procesar las emociones. Más investigadores también tienen en cuenta el control atencional en estudios que no necesariamente se centran en la atención al hacer que los participantes completen una Escala de control atencional (SCA) o un Síndrome atencional cognitivo 1 (CAS1), ambos son cuestionarios de autoinforme que miden el enfoque  de atención  y cambio de atención. Los investigadores también están sugiriendo que otros en el campo utilicen diseños experimentales y longitudinales para abordar la relación entre ACS, funcionamiento emocional, CAS y atención a amenazas. Esto se debe a la creciente incidencia problemática que los expertos ven en el campo en relación con el control de la atención en relación con otras enfermedades mentales.
Los problemas de atención también son característicos de los trastornos de ansiedad como el TEPT. El sesgo de atención hace que una persona procese información emocionalmente negativa, preferentemente sobre la información emocionalmente positiva. Los participantes fueron seleccionados después de ser medidos en escalas para TEPT, propensión a la ansiedad, control atencional y sesgo atencional. Los resultados indicaron que el control atencional estaba inversamente relacionado con el sesgo atencional. Los pacientes con trastorno de estrés postraumático con mayor control de atención exhibieron menos sesgo de atención. Las diferencias individuales en el control de la atención tuvieron un efecto sobre los problemas de ansiedad en el TEPT.

## Aplicaciones

### Actuación
La teoría del control atencional se centra en la ansiedad y el rendimiento cognitivo. El supuesto de esta teoría es que los efectos de la ansiedad en el control atencional son clave para comprender la relación entre ansiedad y rendimiento. En general, la ansiedad inhibe el control de atención en una tarea específica al afectar la eficiencia del procesamiento. Hay tres funciones asociadas con esta teoría. La función de inhibición, esta evita los estímulos no relacionados con una tarea y las respuestas interrumpen el rendimiento. La función de cambio, que se usa para asignar atención a los estímulos que son más relevantes para la tarea. La función de actualización se utiliza para actualizar y monitorear la información en la memoria de trabajo. Hay tres hipótesis principales asociadas con la teoría de control atencional. Primero, la eficiencia del ejecutivo central, deteriora con la ansiedad. Segundo, la ansiedad afecta la función de inhibición, y tercero, la ansiedad afecta la función de cambio. Los estudios relacionados con el control atencional y el rendimiento tienen dos enfoques diferentes. Específicamente, la investigación sobre captura atencional tiene dos modos: voluntario y reflexivo. El modo voluntario es un enfoque descendente donde la atención se desplaza de acuerdo con los procesos cognitivos de alto nivel. El modo reflexivo es un enfoque ascendente donde la atención cambia involuntariamente según las propiedades de atracción de atención de un estímulo. Estos modos son importantes para comprender cómo funciona el control de atención.

### Atención plena
Incluso cuatro días de entrenamiento de meditación de atención plena o mindfulness, pueden mejorar significativamente el procesamiento visuo-espacial, la memoria de trabajo y el funcionamiento ejecutivo. Sin embargo, la investigación ha indicado que la atención plena no afecta directamente al control atencional. Los participantes realizaron tareas de atención sostenida, inhibición, cambio y detección de objetos. Estas tareas se realizaron antes y después de un curso de reducción del estrés basado en la atención plena (MBSR) de 8 semanas, y se compararon con un grupo de control. No hubo diferencias significativas entre los grupos, lo que significa que el curso de MBSR no afectó el control atencional. La atención plena influye en la atención no dirigida y otras cosas como el bienestar emocional.

### Aprendizaje
Los enfoques modulares ven el desarrollo cognitivo como un proceso similar a un mosaico, según el cual las facultades cognitivas se desarrollan por separado de acuerdo con calendarios de maduración genéticamente predeterminados. Los autores prominentes que adoptan un enfoque modular para el desarrollo cognitivo incluyen a Jerry Fodor, Elizabeth Spelke y Steven Pinker. Por el contrario, otros autores como Annette Karmiloff-Smith, Mark Johnson y Linda Smith han decidido adoptar enfoques de sistemas más interactivos o dinámicos para el desarrollo cognitivo. De acuerdo con estos enfoques, que se conocen como enfoques neuroconstructivistas, los sistemas cognitivos interactúan durante el tiempo de desarrollo ya que se requieren ciertas facultades cognitivas para la posterior adquisición de otras facultades en otras áreas.
Entre los autores que toman enfoques neuroconstructivistas para el desarrollo, se le ha asignado una importancia particular al control de la atención, ya que se considera que es un proceso de dominio general que puede influir en la adquisición posterior de otras habilidades en otras áreas. La capacidad de regular y dirigir la atención libera al niño de las limitaciones de solo responder a eventos ambientales, y significa que pueden guiar activamente su atención hacia las áreas de información clave para el aprendizaje. Por ejemplo, varios autores han examinado la relación entre la capacidad de los bebés para ejercer control de atención y su desempeño posterior durante la adquisición del lenguaje. Se ha estudiado la capacidad de la memoria de trabajo para comprender cómo funciona la memoria. La capacidad de predecir la efectividad de la capacidad de memoria de trabajo de alguien proviene de los mecanismos de control de atención. Estos mecanismos ayudan a regular los objetivos, el comportamiento y las distracciones externas, que son importantes para un aprendizaje efectivo.

## Control de atención visual
Nuestros cerebros tienen distintos sistemas de atención que han sido moldeados a lo largo del tiempo por la evolución. La atención visual opera principalmente en tres representaciones diferentes: ubicación,  función y basada en objetos. La separación espacial entre dos objetos tiene un efecto en la atención. Las personas pueden prestar atención selectivamente a uno de dos objetos en la misma ubicación general. También se ha investigado la atención a cosas que no están basadas en objetos como el movimiento. Al dirigir la atención a una función como el movimiento, la actividad neuronal aumenta en áreas específicas para la función. Cuando se busca visualmente una característica no espacial o una característica perceptual, mejorar selectivamente la sensibilidad a esa característica específica desempeña un papel en dirigir la atención. Cuando se les dice a las personas que busquen movimiento, entonces el movimiento captará su atención, pero la atención no se captará por movimiento si se les dice que busquen color.

### Foco espacial de atención
De acuerdo con los estudios de fMRI del cerebro y las observaciones conductuales, la atención visual se puede mover independientemente de la posición del ojo en movimiento. Algunos estudios han hecho que los participantes fijen sus ojos en un punto central y miden la actividad cerebral mientras se presentan los estímulos fuera del punto de fijación visual. Los resultados de fMRI muestran cambios en la actividad cerebral correlacionados con el cambio en la atención espacial a los diversos estímulos. Los estudios de comportamiento también han demostrado que cuando una persona sabe dónde es probable que aparezca un estímulo, su atención puede cambiar a él más rápidamente y procesarlo mejor.
Otros estudios han demostrado que la carga perceptual y cognitiva afecta el enfoque espacial de la atención. Estos dos mecanismos interactúan de manera opuesta, de modo que cuando se reduce la carga cognitiva, la carga perceptual debe ser alta para aumentar el enfoque de la atención espacial.

## Estado de alerta auditivo
El efecto de cóctel es el fenómeno que una persona escucha su nombre, incluso cuando no está al pendiente de la conversación. Para estudiar esto, se proporcionó una medida de detección del control atencional que puso a prueba la capacidad de una persona para mantener un registro de las palabras y al mismo tiempo resolver problemas matemáticos. Los participantes se dividieron en dos grupos: grupos de habilidades de control atencional de bajo y alto rango. Escucharon dos listas de palabras leídas simultáneamente por una voz masculina y otra femenina y se les dijo que ignoraran la voz masculina. Su nombre fue leído por la voz masculina "ignorada". Las personas que no pueden concentrarse en una tarea sin distraerse tenían más probabilidades de escuchar su nombre en comparación con las personas que pueden estar concentradas en una tarea sin distraerse. Este resultado sugiere que las personas con menor capacidad de control atencional tienen más problemas para inhibir la información del entorno.